# Сенкевич, Ян Кароль
Ян Кароль Сенкевич (пол. Jan Karol Siekiewicz; 1793—1860) — польский библиограф

, историк, библиотекарь

 и редактор.

## Биография
Ян Кароль Сенкевич родился 20 января 1793 года в городке Калиновка Винницкого уезда.

«Skarbiec historii polskiej» (1839 год)

После подавления Польского восстания в 1831 году эмигрировал в Париж. В 1834—1839 годах редактировал периодическое издание «Kronika emigracyją» («Хроника эмиграции»). В то же время написал «Mémoire sur l’etat actuel de la ville libre de Cracovie» («Записки о текущем состоянии вольного города Кракова»). 
В 1838 году им было основано польское историческое общество в Париже, имевшее целью собирать из заграничных архивов материалы, относящиеся к польской истории. Ян Кароль Сенкевич был его секретарём, хранителем и библиотекарем.
В 1854 году Ян Кароль Сенкевич издал «Documents historiques relatifs à la Russie et la Pologne» («Исторические документы, касающиеся России и Польши»). Неоконченным остался его учебник польской истории. Кроме того, он написал ещё «Scarbiec historyi polskiey» («Сокровищница польской истории» в 2 т., Париж, 1839—1842), «Emigracyja w. r. 1856» и др.
Ян Кароль Сенкевич скончался 7 февраля 1860 года в городе Париже.